# Typhonium saraburiensis
Typhonium saraburiensis är en kallaväxtart som beskrevs av Sookchaloem, Hett. och Jin Murata. Typhonium saraburiensis ingår i släktet Typhonium och familjen kallaväxter.
Artens utbredningsområde är Thailand. Inga underarter finns listade.